# Косяровские
Косяровские — дворянский род.
Потомство Леонтия Павловича Косяровского, знатного товарища Лубенского полка (1710)

## Описание герба
В красном поле серебряная опрокинутая подкова, сопровождаемая сверху золотым кавалерским крестом.
Щит увенчан дворянскими шлемом и короной. Нашлемник: три страусовых пера. Намёт на щите красный подложен золотом.